# 大和西大寺站
大和西大寺站（日语：／ Yamato-saidaiji eki */?）位於日本奈良縣奈良市西大寺国見町一丁目，是近畿日本鐵道（近鐵）的火車站，該站設有站長。

## 停靠线路
- 奈良线 - 车站编号为A26
- 京都線、橿原線 - 车站编号为B26 （兩線共用同一編號）

奈良線同京都/橿原線都是以平面交叉的方式停靠入站，通過橿原線平端站直達天理線的急行和普通列車皆在此站停靠。

## 历史
大和西大寺站在经过20世纪80年代至90年代的改建后，已成为一座具有宽敞联络桥大厅的簡潔便利的车站。
- 1914年（大正3年）
  - 4月30日 - 大阪電氣軌道（日语：大阪電気軌道）上本町站—奈良站區間開通，西大寺站隨之啟用。[1]啟用之初，西大寺站只是短編組小型列車中途停靠的小站。[2][3]
  - 10月26日 - 開始辦理貨運業務。[1]
- 1920年（大正9年）10月 - 大軌畝傍線在部分开通前为容纳新建车辆而建造的西大寺车库竣工。[4][5]
- 1921年（大正10年）4月 - 隨著大軌畝傍線的啟用，西大寺站向西遷移約150米。[4]而通过车站搬迁、安装转辙器及新建车库等一系列举措，西大寺站成为畝傍線上的主要车站之一。[3]
- 1926年（大正15年）3月 - 西大寺变电所竣工。[5][6]
- 1928年（昭和3年）
  - 5月 - 西大寺站同奈良电气铁道（日语：奈良電気鉄道）的连接工程開始动工。[4]
  - 11月 - 工程完工。[4]
  - 11月5日 - 奈良电气铁道桃山御陵前站（日语：桃山御陵前駅）—西大寺站区间开通，各条线路在西大寺站交汇，形成十字形平面交叉。[2]
- 1932年（昭和7年）12月 - 更名为大軌西大寺站。[1]
- 1940年（昭和15年）3月24日 - 西大寺變電所啟用。[1]
- 1941年（昭和16年）3月15日 - 大阪電氣軌道同參宮急行電鐵合併，該站更名為大和西大寺站。[1]
- 1963年（昭和38年）
  - 6月 - 西大寺变电所遷址工程開工，新址距原址西北約300米。[6]
  - 8月10日 - 新西大寺變電所啟用。[1]
- 1964年（昭和39年）
  - 5月2日 - 新車庫開始使用。[6]新址距原址東南約600米，占地面积约53000m2，是原址的2.3倍，车库内设有检查线6条、存车线16条（可容纳150辆大型列车）。[1][6]原定区域是选在距离该站以东1公里的奈良線南侧，但因原定区域与平城宫遗址区域的一部分产生重叠，社会各界要求尊重并保留遗址的呼声令近畿日本铁道改变计划。[6]
  - 9月8日 - 隨著橿原線的道岔位置向東移動240米，沿大和西大寺站新車庫西側到尼辻站站前鋪設的1.08公里橿原线新线开始运营。[1][2][6]
- 1965年（昭和40年）
  - 3月16日 - 车站迁回开业初期的车站原址，此前那里是旧站以东140米的橿原线道岔，新站共设有四条股道、两座岛式站台及一座橿原线专用站台。[1][2][6]此外，在站台中央新建了连接南北站房和各站台的联络跨线桥。同时，京都线、奈良线及橿原线由同一公司运营，为了在上本町-京都站之间实现直通运行，还改建了院内配线（但在当时以这种形式返回的列车仅限于从京都站发往菖蒲池站（日语：菖蒲池駅）的临时快车）。[1][6]此外，在新站西側穿過鐵路線的地下通道仍使用舊車站的地下通道。[1]
  - 3月20日 - 西大寺综合事務所竣工。[6]
  - 8月31日 - 改建工程竣工[6]。车站南侧建有三层钢结构建筑（店铺、列车区办公室、站务室），车站北侧东部建有相关技术人员办公室，还进行了對车站前广场的整修铺装。[1][3][6]
- 1966年（昭和41年）12月1日 - 佔地815m2的近商超市（日语：近商ストア）西大寺店在西大寺购物中心开业。[7]
- 1967年（昭和42年）
  - 2月20日 - 西大寺站前第一階段重建工程將西大寺站舊車庫及舊橿原線用地改建為以中高層建築為中心的住宅區。其中，佔地面積達15,501m2的西大寺近鐵大樓竣工。[6]大楼共有七层，一層為西大寺購物中心（包含近商超市和出租商鋪），其餘六層為日本住宅公團（日语：日本住宅公団）的西大寺站前住宅區。[3][6]。
  - 12月30日 - 西大寺車庫擴容工程竣工。[6]
- 1968年（昭和43年）1月30日 - 西大寺車庫安裝車輪車床。[6]
- 1969年（昭和44年）
  - 2月28日 - 西大寺車庫擴容工程竣工。[6]
  - 9月30日 - 西大寺車庫扩建工程竣工。[6]
- 1970年（昭和45年）
  - 3月1日 - 站内地下通道竣工。[6]
  - 10月31日 - 西大寺技術研究所及運輸部教習所竣工。[6]
  - 12月23日 - 位于西大寺近铁大楼以东的西大寺第二近铁大楼完工。[1][6]大楼共有七层，一层为西大寺第二购物中心，其余六层为日本住宅公团的西大寺站前第二住宅区。
- 1972年（昭和47年）7月31日 - 西大寺車庫检车设备升级工程竣工。[6]
- 1975年（昭和50年）7月5日 - 西大寺自行车中心開業。[8][9]
- 1976年（昭和51年）3月10日 - 西大寺車庫扩建工程竣工。[6]
- 1979年（昭和54年）
  - 3月10日 - 西大寺車庫设备升级工程竣工。[6]
  - 12月17日 - 西大寺車庫加固工程竣工。[6]
- 1982年（昭和57年）3月31日 - 西大寺技術研究所扩建工程竣工。[10]
- 1980年代前期 - 在车站东侧的奈良线上下行线间设置牵出线，是次站线变更使橿原线上行线无法直通奈良线下行线（但现在奈良线上行线仍可直通橿原线下行线。）
- 1986年（昭和61年）12月9日 - 列車運行自動控制系统启用。[1][10]
- 1987年（昭和62年）
  - 10月 - 站台与联络桥大厅的改扩建工程完工。[3]
  - 11月12日 - 车站改造工程竣工[10]，改造后的六座站台一直使用至今。
- 2001年（平成13年）2月1日 - 伴随着储值系统的引进以及关西周游卡的發行，该站的“中途下車指定站”制度被廢止。
- 2007年（平成19年）4月1日 - 開始使用PiTaPa[1]。
- 2009年（平成21年）9月11日 - 為配合遷都平城1300週年祭典（日语：平城遷都1300年祭），車站的聯絡橋大廳擴建了約1,800m2，由成城石井、烘焙店、藥妝店及以“甜品”、“家常菜”、“奈良”為概念組合而成的站內購物中心「Time's Place Saidaiji」開業，同時站內還設置了觀景台和5部電梯。[1][11]
- 2010年（平成22年）6月24日 - 6月29日 - 「Time's Place Saidaiji」增建4家店鋪。[12]
- 2020年（令和2年）4月19日 - 南北自由通道启用，新设中央检票口，并关闭北检票口。

## 車站構造

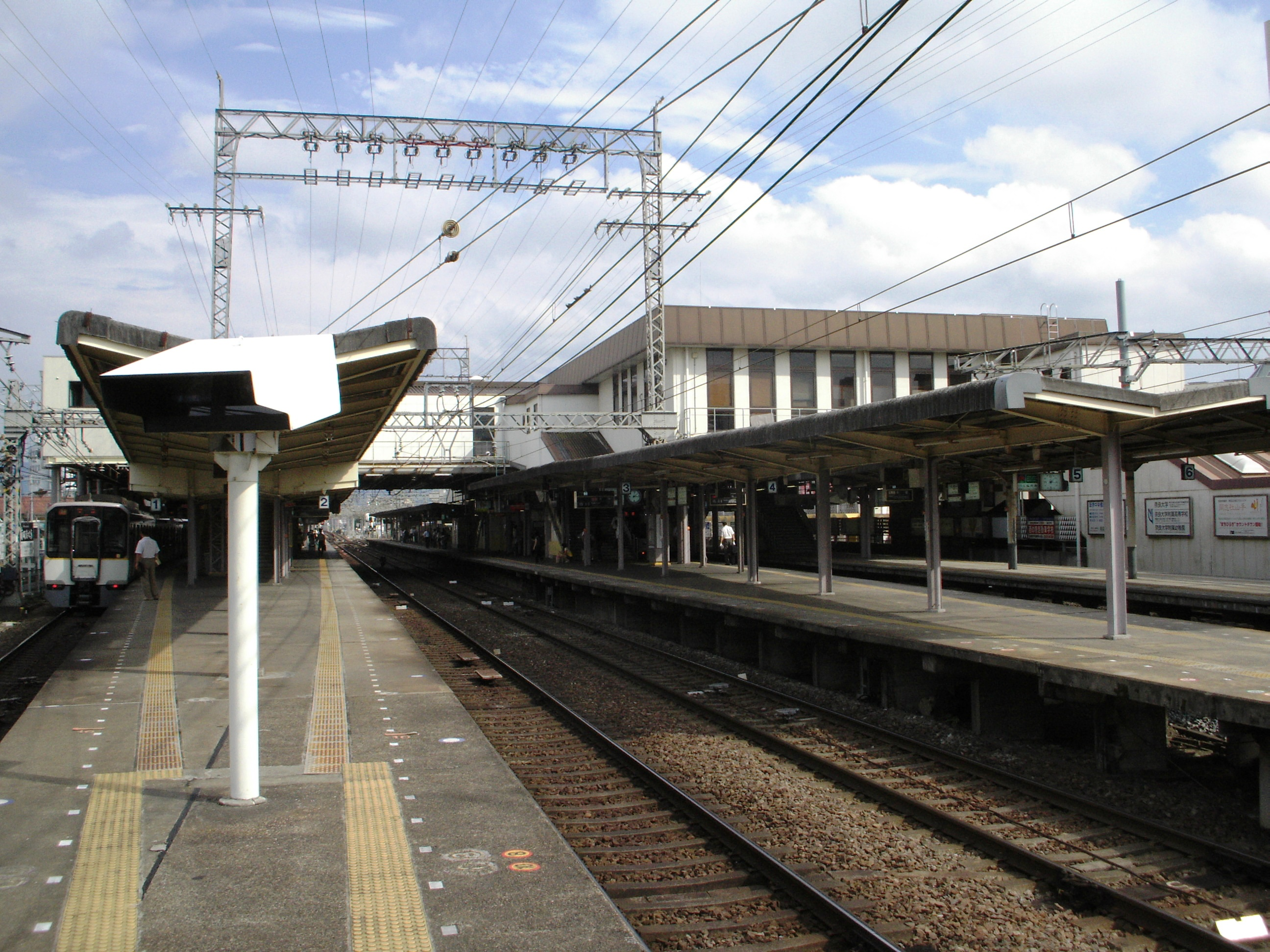
車站改造工程完工前的站台

大和西大寺站是一座地上站，其站台為島式站台，共設有3座站台及5股行車線。各站台通過天桥及地下通道相連接。

### 月台配置
| 月台    | 路線   | 方向 | 目的地                                                    | 備註                 |
| ------- | ------ | ---- | --------------------------------------------------------- | -------------------- |
| 1、2    | 奈良線 | 下行 | 開往奈良                                                  |                      |
| 1、2    | 橿原線 | -    | 大和八木、橿原神宮前方向 天理方向 名古屋方向 伊勢志摩方向 |                      |
| 3、4、5 | 奈良線 | 上行 | 大阪難波、尼崎、神戶三宮方向                              |                      |
| 3、4、5 | 京都線 | -    | 丹波橋、京都、京都国際会館方向                            |                      |
| 6       | 橿原線 | -    | 大和八木、橿原神宮前方向 天理方向                         | 主要為普通列車       |
| 6       | 奈良線 | 上行 | 大阪難波方向                                              | 部分是普通及準急列車 |

### 站线配置图
|                        | ↑ 京都線 京都方向       |                        |
| ← 奈良線 大阪難波 方向 |                         | → 奈良線 近鐵奈良 方向 |
|                        | ↓ 橿原線 橿原神宮前方向 |                        |
| 图例 参考文献：        |                         |                        |

## 利用狀況
近年1日上下車、上車人次統計如下表。
| 年度   | 特定日   | 特定日     | 1日平均 上車人次 |
| 年度   | 調查日   | 上下車人次 | 1日平均 上車人次 |
| ------ | -------- | ---------- | ---------------- |
| 1995年 | -        | -          | 28,800           |
| 1996年 | -        | -          | 27,057           |
| 1997年 | -        | -          | 25,582           |
| 1998年 | -        | -          | 24,714           |
| 1999年 | -        | -          | 23,911           |
| 2000年 | -        | -          | 23,716           |
| 2001年 | -        | -          | 24,142           |
| 2002年 | -        | -          | 24,096           |
| 2003年 | -        | -          | 24,487           |
| 2004年 | -        | -          | 23,932           |
| 2005年 | 11月08日 | 53,480     | 23,989           |
| 2006年 | -        | -          | 24,162           |
| 2007年 | -        | -          | 23,987           |
| 2008年 | 11月18日 | 49,450     | 23,455           |
| 2009年 | -        | -          | 22,768           |
| 2010年 | 11月09日 | 48,660     | 24,674           |
| 2011年 | -        | -          | 22,342           |
| 2012年 | 11月13日 | 46,345     | 22,368           |
| 2013年 | -        | -          | 23,237           |
| 2014年 | -        | -          | 22,989           |
| 2015年 | 11月10日 | 46,530     | 23,205           |
| 2016年 | -        | -          | 23,432           |
| 2017年 | -        | -          | 23,733           |
| 2018年 | 11月13日 | 48,072     | 23,766           |

## 车站周边

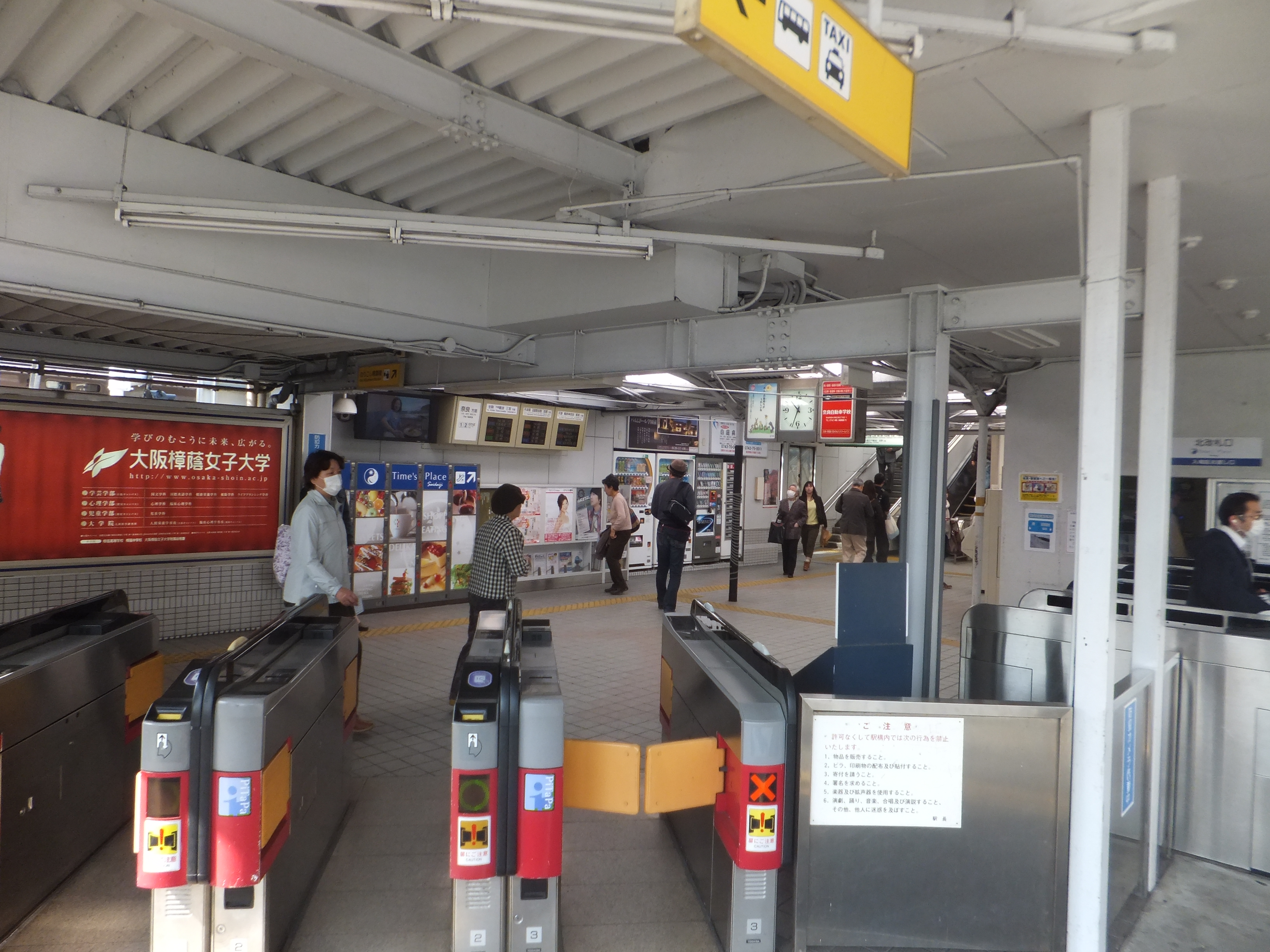
北出口检票口

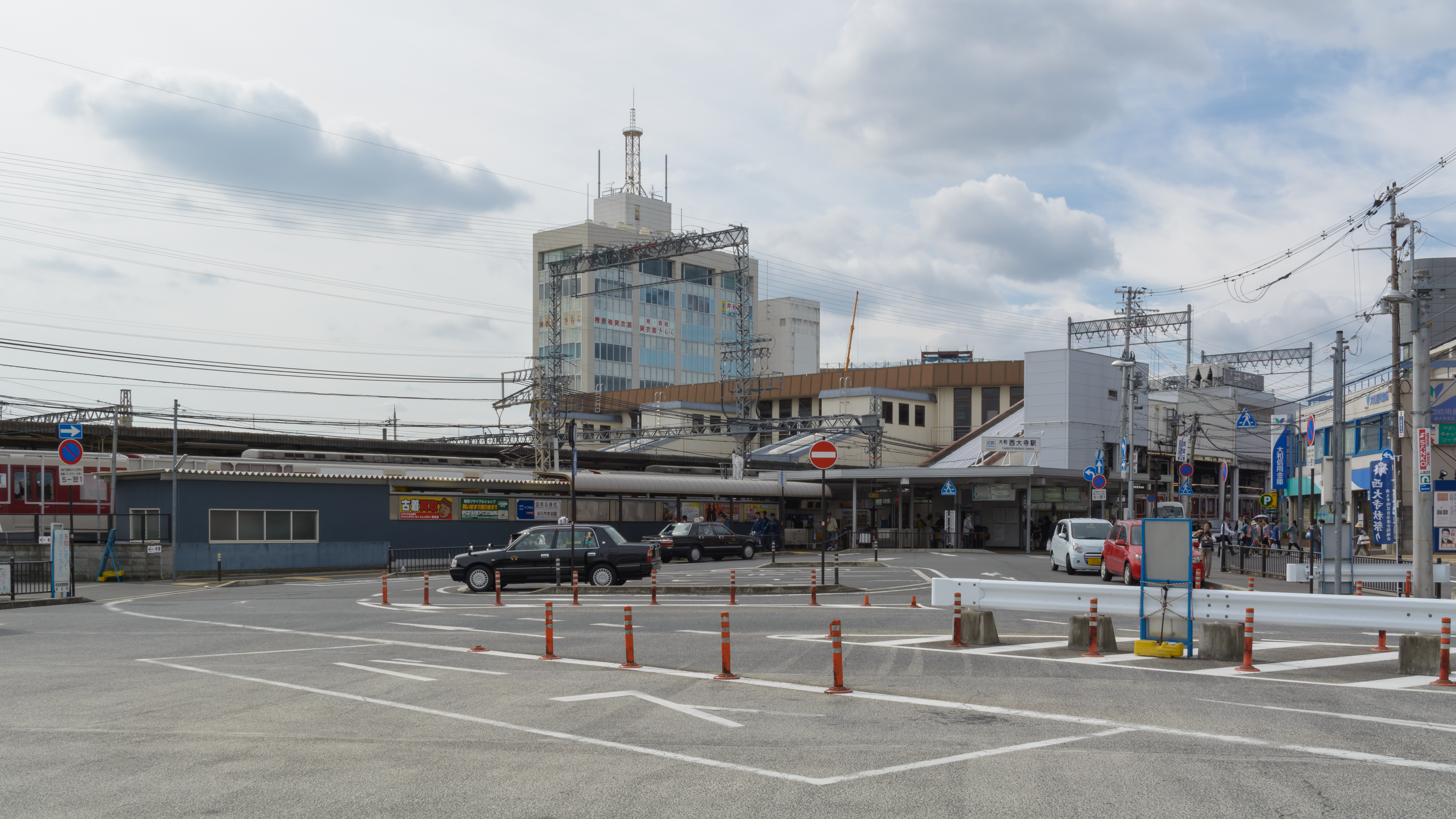
北出口（2014年10月）

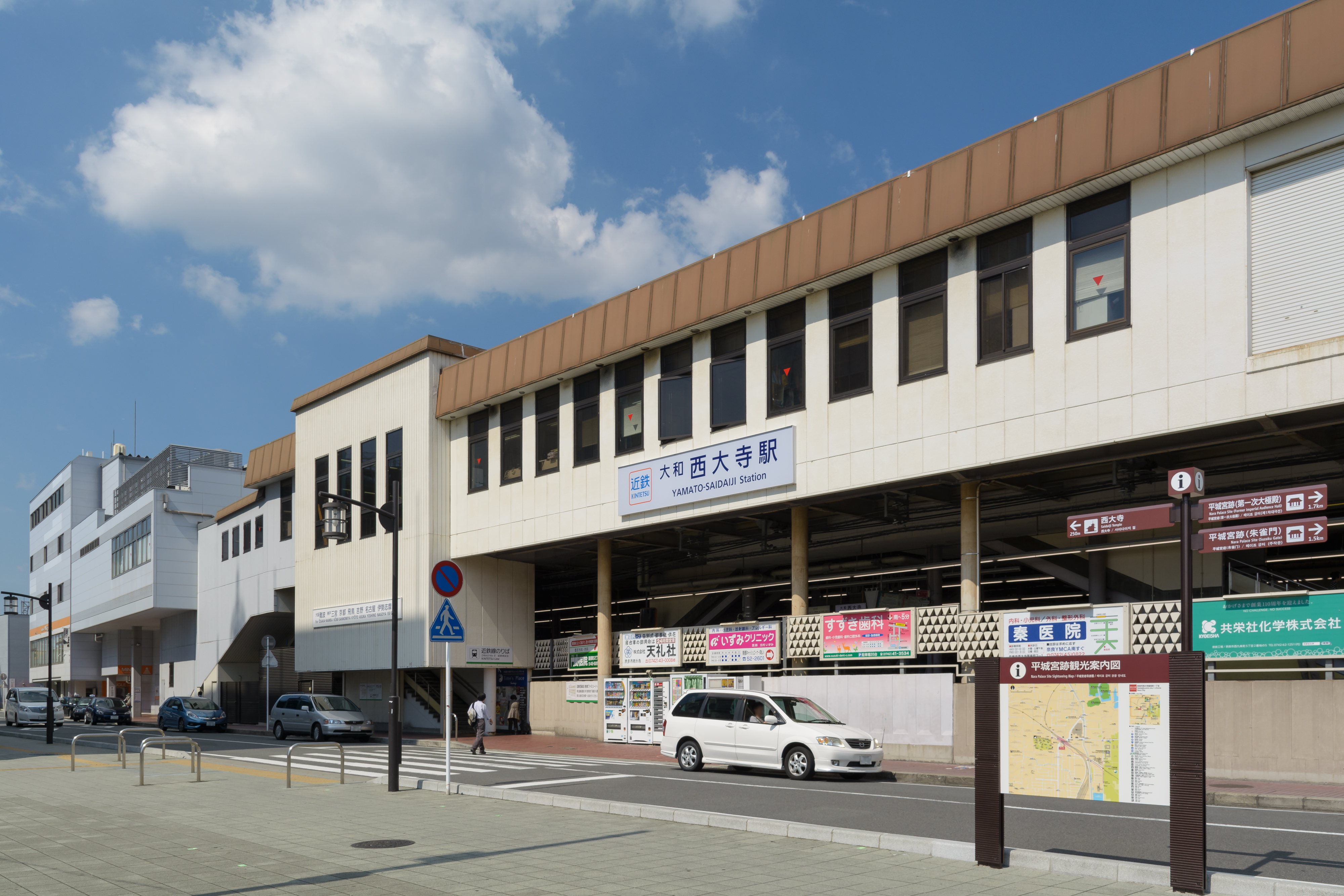
南出口（2014年9月）

### 北出口
- 奈良Family（日语：ならファミリー）
  - 永旺 奈良店（B1F～2F）
  - 近鐵百貨店（日语：近鉄百貨店） 奈良店（B1F～6F）
- Sanwa City西大寺（日语：サンワシティ西大寺）
- 独立行政法人 国立文化財機構（日语：国立文化財機構） 奈良文化財研究所 總部
- 平城宫
  - 平城宮資料館
- 秋篠寺
- 成務天皇陵
- 孝谦天皇陵
- 奈良市消防局（日语：奈良市消防局）南消防署西大寺分署
- 南都銀行（日语：南都銀行）西大寺支行
- 里索那銀行近鐵西大寺支行
- 大和信用金庫（日语：大和信用金庫）西大寺支行
- 瑞穗銀行西大寺支行
- 三井住友信託銀行奈良西大寺支行
- 東進High School（日语：東進ハイスクール）奈良校
- 一般社團法人（日语：一般社団法人） 奈良縣齒科医師会（日语：奈良県歯科医師会）立 奈良齒科衛生士專門学校

### 南出口
- 西大寺近鐵大樓
  - 近鐵西大寺購物中心
    - KINSHO超市（日语：近商ストア）西大寺店
- 西大寺第2近鐵大樓
  - 西大寺第2購物中心
- 真言律宗總本山西大寺
- 近鐵運動中心
- 奈良西大寺郵局
- 簡保之宿奈良
- 南都銀行（日语：南都銀行）西大寺寮
- 大和家居工業（日语：大和ハウス工業）奈良支店
- 永井学園
- 能開中心（日语：能開センター）西大寺校
- 西大寺自行車中心自行車寄存處
- 西大寺派出所
- 奈良大学附属幼稚園

### 巴士
所有巴士皆在北出口發車，由奈良交通運營。
| 站台 | 路線 | 途經                           | 目的地     |
| ---- | ---- | ------------------------------ | ---------- |
| 1    | 11   |                                | 一条高校前 |
| 1    | 12   | 經由法華寺、近鐵奈良站         | JR奈良站   |
| 1    | 14   | 航空自衛隊、法華寺、近鐵奈良站 | JR奈良站   |
| 1    | 73   |                                | 歌姫町     |
| 2    | 72   |                                | 押熊       |

此外，在奈良自行車賽開賽日時會開行通往奈良自行車場的免費接送巴士。
當平城宮內有活動舉辦時，車站南出口會開行免費穿梭巴士。

## 相邻车站
近畿日本铁道
- □特急停車站（日语：近鉄特急）（含Shimakaze）

阪奈特急（含Hinotori）
學園前（A20）－大和西大寺（A26/B26）－近鐵奈良（A28）
京奈特急
高之原（B24）－大和西大寺（A26/B26）－近鐵奈良（A28）
京伊、京橿特急
高之原（B24）－大和西大寺（A26/B26）－西之京（B28）
觀光特急Shimakaze京伊系統
近鐵丹波橋（B07）－大和西大寺（A26/B26）－大和八木（B39/D39）
 奈良線
■快速急行、■急行
學園前（A20）－大和西大寺（A26）－新大宮（A27）
- 1969年，在近鐵奈良站地下化之前，油阪站作為新大宮站的前身而存在。

■準急、■區間準急、■普通
菖蒲池（A21）－大和西大寺（A26）－新大宮（A27）
 京都線
■急行
高之原（B24）－大和西大寺（B26）（－近鐵郡山站或西之京站或新大宮站）
■普通
平城（B25）－大和西大寺（B26）（－尼辻站或新大宮站）
※当有活動舉辦時，部分急行列车会在以下车站作临时停靠。
- 平城（B25）、奈良自行車賽開賽日（部分日程除外）、高中入學考試日

 橿原線
■急行（高峰期）
（高之原－）大和西大寺（B26）－近鐵郡山（B30）
■急行（非高峰期）
（高之原－）大和西大寺（B26）－西之京（B28）
■普通
（平城－）大和西大寺（B26）－尼辻（B27）
- 括號內的字母和數字表示車站編號。

## 外部連結
- 大和西大寺 - 近畿日本鐵道
- 奈良交通集團主頁「時刻・車費指南」（页面存档备份，存于）